# 藤井良太郎
藤井 良太郎（ふじい りょうたろう、1975年1月30日 - ）は日本の企業経営者、大蔵官僚。ペルミラ・アドバイザーズ代表取締役社長。

## 来歴
灘中学校・高等学校から東京大学文科一類に入学。東京大学法学部卒業。東大法学部在学中に国家公務員一種試験（法律）を合格。1997年 大蔵省入省。証券局配属。1999年からスタンフォード大学へ留学。最も優秀な学生は起業家になるか、PE（プライベート・エクイティ）やVC（ベンチャー・キャピタル）になっており、有名投資銀行に行くのが、それほど優秀な層ではなかったことに驚いたという。スタンフォード大学でMBAを修得。帰国後は大蔵省を退官し、ゴールドマン・サックス証券会社へ転じる。2010年7月 インテリジェンス取締役。2015年7月 ペルミラ・アドバイザーズマネージング・ディレクター兼日本代表。同年8月 FOOD & LIFE COMPANIES取締役（監査等委員）。2016年1月 ペルミラ・アドバイザーズ代表取締役社長。